# NGC 6517
NGC 6517 је збијено звездано јато у сазвежђу Змијоноша које се налази на NGC листи објеката дубоког неба.
Деклинација објекта је - 8° 57' 30" а ректасцензија 18h 1m 50,6s. Привидна величина (магнитуда) објекта NGC 6517 износи 10,1. NGC 6517 је још познат и под ознакама GCL 81.